# Ново-Лески
Но́во-Ле́ски (болг. Ново Лески) — село в Благоєвградській області Болгарії. Входить до складу громади Хаджидимово.

## Населення
За даними перепису населення 2011 року у селі проживали 482 особи.
Національний склад населення села:
| Національність   | Кількість осіб | Відсоток |
| ---------------- | -------------- | -------- |
| болгари          | 338            | 77,0%    |
| турки            | 0              | 0%       |
| цигани           | 0              | 0%       |
| інша             | 98             | 22,3%    |
| не визначились   | 3              | 0,7%     |
| Всього відповіли | 439            |          |

Розподіл населення за віком у 2011 році:
Динаміка населення: